# ویکی‌پدیای نپال بهاسایی
ویکی‌پدیای نپال بهاسایی یا نِواریایی نسخه نواریایی (نپال بهاسایی) وب‌گاه ویکی‌پدیا است. زبان نواریایی تا ۱۹ اوت ۲۰۱۱ بابیش‌از ۶۹٬۰۰۰ مقاله در رده چهل‌وششم ویکی‌پدیاها قرار گرفته است.